# Евровизија: Аустралија одлучује 2022.
Евровизија - Аустралија одлучује 2022. је треће издање музичког фестивала Евровизија - Аустралија одлучује који организује Аустралијски емитер Ес-Би-Ес (СБС). Победник такмичења ће представљати Аустралију на избору за Песму Евровизије 2022. Домаћини су традиционално Миф Вархурст и Џоел Криси. 11 песама ће се такмичити, а победника ће одлучити комбинација гласања жирија и публике.

### Учесници
26. августа 2021, СБС је расписао конкурс за заинтересоване композиторе да пошаљу своје песме до 26. септембра 2021. Барем половина композитора неке пријаве су морали да буду или држављани или становници Аустралије, а речи песме су морале да буду или на енглеском, или на неком од абориџинских језика. Десет песама је изабрано за такмичење, а извођачи песама су одрђени у консултацији са композиторима. Извођачи су откривени у 3 групе: прва 28. октобра, друга 26. новембра и трећа 14. децембра 2021.
Заједно са откривањем задња 4 извођача, објављено је и такмичење за џокер извођача који ће бити изабран кроз друштвену крежу Тикток. Заинтересовани кандидати су слаликлип себе како певају било коју песму, дужине до једног минута, са роком за слање видеа постављеним за 16. јануар 2022.
| Извођач(и)               | Песма | Језик | Композитор(и)          |
| ------------------------ | ----- | ----- | ---------------------- |
| Ајзеја Фајербрејс са TBA |       |       | Ајзеја Фајербрејс, TBA |
| Паулини                  |       |       |                        |
| Јагуар Јонз              |       |       |                        |

| Извођач(и)    | Песма          | Језик    | Композитор(и) |
| ------------- | -------------- | -------- | ------------- |
| Ендру Лемброу |                |          |               |
| Шелдон Рајли  | „Not the Same" | енглески | Шелдон Рајли  |
| G-Nat!on      |                |          |               |
| Чарли         |                |          |               |

| Извођач(и)    | Песма                   | Језик | Композитор(и)              |
| ------------- | ----------------------- | ----- | -------------------------- |
| Чарли         |                         |       |                            |
| Џуд Јорк      | „I Won't Need to Dream" |       | Џуд Јорк, Били Стонесајфер |
| Шин Мајли Мур | „My Body"               |       |                            |
| Voyager       |                         |       |                            |

| Извођач(и)            | Песма | Језик | Композитор(и) |
| --------------------- | ----- | ----- | ------------- |
| TBA (Тикток победник) |       |       |               |

### Финале
Финале ће се одржати 26. фебруара 2022. Телегласање и петочлани жири у омеру 50:50 ће одлучити победника.
| Р. бр. | Извођач(и)               | Песма                   | Језик | Жири | Теле | Поени | Пласман |
| ------ | ------------------------ | ----------------------- | ----- | ---- | ---- | ----- | ------- |
|        | Ајзеја Фајербрејс са TBA |                         |       |      |      |       |         |
|        | Voyager                  |                         |       |      |      |       |         |
|        | G-Nat!on                 |                         |       |      |      |       |         |
|        | Ендру Лемброу            |                         |       |      |      |       |         |
|        | Јагуар Јонз              |                         |       |      |      |       |         |
|        | Паулини                  |                         |       |      |      |       |         |
|        | Чарли                    |                         |       |      |      |       |         |
|        | Џуд Јорк                 | „I Won't Need to Dream" |       |      |      |       |         |
|        | Шин Мајли Мур            | „My Body"               |       |      |      |       |         |
|        | Шелдон Рајли             | „Not the Same"          |       |      |      |       |         |
|        | TBA (Tiktok победник)    |                         |       |      |      |       |         |

## Евровизија
Према правилима Песме Евровизије, све државе осим домаћина и велике петорке морају да се такмиче у једном од полуфинала како би прошле у финале. 10 песама са највише поена из сваког полуфинала пролази у финале. Европска радиодифузна унија дели земље у шешире на основу гласачких савеза у прошлим издањима, тако да земље које често гласају једне за друге буду у истом шеширу. Отприлике пола сваког шешира се нађе у једном полуфиналу, а друга половина у другом.